# Ammophila pseudonasuta
Ammophila pseudonasuta es una especie de avispa del género Ammophila, familia Sphecidae.

## Taxonomía
Fue descrito por primera vez en 1955 por Bytinski-Salz in de Beaumont y Bytinski-Salz.